# Eupoca sanctalis
Eupoca sanctalis là một loài bướm đêm trong họ Crambidae.